# Landmark
『landmark』（ランドマーク）は、2005年6月15日にトイズファクトリーから発売されたSalyuの1枚目のスタジオ・アルバム。

## 概要
作品プロデュースは小林武史。初回生産分のみ応募抽選特典封入。
シングル「Dialogue (ダイアローグ)」の同タイトル曲名が「Dialogue」と記載されているが、曲自体は同一のものである。
CDジャケット等のアートワークは森本千絵。

## 収録曲
- 全作詞（#1.6.9以外）・作曲：小林武史
- 作詞（#1.6.9）：小林武史・Salyu

1. landmark（6:58）
  - 映画『人魚姫と王子』挿入歌
2. アイアム（4:27）
3. VALON-1（5:07）
4. 虹の先（4:07）
5. Peaty（5:13）
6. 体温（5:34）
7. ウエエ（4:35）
8. Dramatic Irony（4:48）[2]
  - SANYO 『W32SA』TVCMソング
9. Dialogue（5:15）
10. 彗星（5:16）
  - 映画『人魚姫と王子』挿入歌
11. Pop（5:49）

## 演奏
- 小林武史
  - Keyboards
  - Bass (#4)
- 名越由貴夫：Guitar (#1.2.3.5.6.8.9.10.11)
- C.R.：Guitar (#7)
- Jack Petruzzelli：Guitar (#4.5.11)
- キタダマキ：Bass (#1.2.8.9.10)
- 横山英規：Bass (#3)
- Henry Hirsch：Bass (#7)
- Jeff Hill：Bass (#5.11)
- あらきゆうこ：Drums (#1.2.8.10)
- 椎野恭一：Drums (#3.9)
- Bill Dobrow：Drums (#4.5.11)
- Steve Holly：Drums (#7)
- 四家卯大：Strings (#3)
- 吉田誠、安達練：Computer Programming (#1.2.3.5-11)

## カバー
landmark
- 安藤裕子

Dramatic Irony
- 山内総一郎

Pop
- 小林武史

いずれも、2024年12月18日リリースのトリビュート・アルバム『Salyu 20th Anniversary Tribute Album "grafting"』に収録。